# Mazinga Z
Mazinger Z (マジンガーZ?, Majingā Zetto) è un manga di genere mecha realizzato da Gō Nagai e pubblicato dal 1972 al 1974. Negli stessi anni fu trasmesso su Fuji Television un adattamento anime in 92 episodi prodotto dalla Toei Dōga, intitolato in italiano Mazinga Z (nome usato nel doppiaggio anche per il robot protagonista), che a sua volta generò un altro manga disegnato da Gosaku Ōta e pubblicato in contemporanea alla trasmissione.
Opera fondamentale nel macro-genere mecha, Mazinga Z generò svariati sequel e spin-off, a partire da Il Grande Mazinga e UFO Robot Goldrake, oltre a dar vita a un intero sottogenere, quello dei Super Robot. Nel 2001 la rivista Animage elesse Mazinga Z come l'undicesimo miglior anime di sempre.

## Trama

Titolo originale della serie TV

L'anziano scienziato Juzo Kabuto costruisce un enorme robot che alla sua morte viene ereditato dal nipote Rio Kabuto, il cui compito è quello di sventare i piani del malvagio Dottor Inferno, uno scienziato tedesco che nel 1962 aveva partecipato con Kabuto e altri colleghi a una spedizione archeologica nell'isola greca di Rodi alla scoperta dei resti della civiltà micenea. Ritrovato un esercito di mostri meccanici costruiti dai Micenei (Mikenes), il dottor Inferno svela le sue reali intenzioni uccidendo tutti tranne Kabuto, riuscito a fuggire, ed impossessandosi di quella tecnologia con lo scopo di far tornare sulla terra i discendenti dell'antico popolo greco, costretti per secoli a rifugiarsi nelle viscere della Terra e, insieme a essi, dominare il mondo.
Kabuto, tornato in patria, dirige il centro ricerche per l'Energia "fotoatomica" che poi lascia al prof. Yumi appena scoperta una lega metallica molto resistente, la Super Lega Z (estratta dal minerale immaginario Japanium) da utilizzare per costruire il robot Mazinga Z; nell'Istituto viene creata Afrodite A, un robot meno potente dalle fattezze femminili costruito dal prof. Yumi e pilotato da Sayaka Yumi, figlia del direttore dell'istituto; successivamente si unisce a questi il Boss Robot, guidato da Boss, Nuke e Mucha, tre compagni di scuola di Rio.
Il dottor Inferno affida le missioni di guerra dapprima al barone Ashura (il cui corpo è diviso in una metà maschile e una femminile) e successivamente al conte Blocken (la cui testa è collegata a un corpo meccanico), un ufficiale nazista entrato in coma dopo un incidente e risvegliato dallo scienziato nel corso dei suoi esperimenti durante la seconda guerra mondiale.
Localizzato finalmente il regno sotterraneo dei Micenei, il dottor Inferno, a seguito delle ripetute sconfitte, decide di chiedere aiuto al loro ambasciatore, il granduca Gorgon, che invierà il visconte Pigman. Nel corso degli scontri viene distrutta Afrodite A, sostituita quindi da Diana A. Ashura e Pigman cadranno in battaglia, mentre Blocken e il dottor Inferno periranno durante lo scontro finale; Gorgon, che non aveva preso parte all'ultima lotta, ordina, per conto del Generale Nero, un attacco in massa da parte della grande armata di mostri guerrieri micenei: Mazinga Z subisce gravissimi danni e a salvarlo dalla fine interviene un nuovo robot, il Grande Mazinga, che era stato segretamente costruito da Kenzo Kabuto, figlio di Juzo Kabuto e padre di Rio.

## Personaggi

Rio, Sayaka e i loro robot in francobolli emessi dalle poste giapponesi.

### Eroi
Rio Kabuto (兜甲児?, Kabuto Kōji), chiamato Koji Kabuto nel manga e nelle opere derivate
È il protagonista della serie. Il cognome deriva dal kabuto, termine con cui anticamente in giapponese si indicava l'elmetto dei samurai, e la sua scelta vale a sottolineare come il pilota sia la testa, il cervello del robot. Rio è uno studente diciassettenne con capelli neri pettinati all'indietro e basette rivolte in avanti. Rio e suo fratello minore Shiro sono stati allevati dal nonno, il dottor Juzo Kabuto, dopo la morte dei loro genitori in un incidente durante uno degli esperimenti dello scienziato. Tuttavia, poiché Juzo è molto impegnato nel suo lavoro, Rio ha preso il ruolo della "madre", cucinando i pasti e pulendo la casa (nell'anime tale ruolo è invece ricoperto dalla governante Rumi). Grazie alla ricchezza di Juzo, Koji è sempre dotato dell'ultimo modello di motocicletta, e la sua abilità nel guidarla lo preparerà per imparare a pilotare Mazinger Z al meglio in breve tempo.
Passionale e positivo, Rio è fiducioso nelle sue abilità e in Mazinga Z, a bordo del quale si sente invincibile. Nell'anime la sua personalità viene accentuata, toccando punte di spavalderia e arroganza parzialmente mitigate con il proseguire della serie. In lui vi è però un lato compassionevole che mostra alla sua famiglia e a Sayaka, che diviene presto il suo interesse amoroso. Nell'anime i due litigano spesso, poiché Rio crede che Sayaka non sappia badare a sé stessa essendo una ragazza, mentre nel manga viene resa più esplicita un'attrazione sessuale.
Rio è doppiato in giapponese da Hiroya Ishimaru, mentre in italiano da Claudio Sorrentino negli episodi trasmessi negli anni ottanta e da Riccardo Scarafoni in quelli distribuiti nel 2015.
Sayaka Yumi (弓さやか?, Yumi Sayaka)
È la figlia del professor Yumi, e pilota il robot dalle fattezze femminili che aiuta Mazinga Z. Il primo robot che la si vede pilotare è Afrodite A, seguita da Dianan A dopo la sua distruzione, mentre nel manga pilota per un certo periodo anche Venus A. Sayaka è una diciassettenne con lunghi capelli mori o castani raccolti in un cerchietto rosa. Abile pilota, insegna a Rio come pilotare Mazinga Z e a sua volta impara velocemente a controllare i suoi nuovi robot nonostante i design differenti. Coraggiosa e determinata, nell'anime Sayaka è anche piuttosto prepotente soprattutto verso Rio, benché ne sia innamorata. È inoltre molto affezionata al padre, essendo diventata pilota per passare più tempo con lui, e si fida ciecamente dei suoi consigli.
Sayaka è doppiata in giapponese da Tomoko Matsushima nei primi 13 episodi, da Minori Matsushima fino all'episodio 39 e da Kotoe Taichi nei successivi, mentre in italiano da Liliana Sorrentino negli episodi trasmessi negli anni ottanta e da Valentina Mari in quelli distribuiti nel 2015.
Boss (ボス?, Bosu)
È la principale spalla comica della serie. È un diciassettenne dai capelli castani, sovrappeso ma piuttosto muscoloso, e pur apparendo arrogante e prepotente è in realtà di buon cuore. Boss è il capo di una piccola banda composta da lui, Nuke e Mucha, inizialmente i suoi unici amici verso cui è molto leale. Ha un debole per le belle ragazze e in particolare per Sayaka, per la quale prova un amore non corrisposto. Per questo vede in Rio un rivale, benché non riesca mai a batterlo né nella lotta né con la motocicletta. Con il proseguire della serie, e soprattutto dopo che l'istituto costruisce per lui il ridicolo Boss Robot, impara a rispettare Rio e ad essergli amico.
Boss è doppiato in giapponese da Hiroshi Ōtake, mentre in italiano da Gil Baroni negli episodi trasmessi negli anni ottanta e da Gianluca Tusco in quelli distribuiti nel 2015.
Nuke (ヌケ?, Nuke) e Mucha (ムチャ?, Mucha)
Sono i due subalterni di Boss. Estremamente leali con il loro capo, lo seguono ovunque vada e gli stanno a fianco anche nelle situazioni più pericolose. Nuke ha un viso abbastanza lungo e un'espressione ottusa, e ha sempre il naso che cola; nella versione originale dell'anime, per motivi ignoti, chiama il suo capo "Bossun". Mucha ha una pettinatura disordinata, una bocca dritta e degli occhi molto piccoli; rispetto a Nuke ha un carattere più impaziente.
Nuke è doppiato in giapponese da Kōsei Tomita, mentre in italiano da Vittorio Guerrieri negli episodi trasmessi negli anni ottanta e da Davide Lepore in quelli distribuiti nel 2015. Mucha invece è doppiato in giapponese da Isamu Tanonaka, mentre in italiano da Massimo Rossi negli episodi trasmessi negli anni ottanta e da Marco Baroni in quelli distribuiti nel 2015.
Shiro Kabuto (兜シロー?, Kabuto Shirō)
È il fratello minore di Rio, un ragazzino preadolescente con i capelli mori o castani pettinati in avanti. Allegro, spensierato e giocoso, è il più grande sostenitore di Rio, con cui è molto protettivo. Nell'anime, dove ha un ruolo più rilevante e spesso determinante, è rappresentato come una persona piuttosto saggia a dispetto dell'età. È un buon amico di Boss e la sua banda, benché inizialmente li veda come semplici bulli.
Shiro è doppiato in giapponese da Kazuko Sawada, mentre in italiano da Fabrizio Manfredi negli episodi trasmessi negli anni ottanta e da Tito Marteddu in quelli distribuiti nel 2015.
Gennosuke Yumi (弓弦之助?, Yumi Gennosuke), chiamato Yanosuke Yumi in alcune traduzioni del manga
È il direttore (dopo il ritiro di Juzo Kabuto) dell'istituto di ricerca per l'energia fotoatomica, il quale è anche la base segreta di Mazinga Z, e padre di Sayaka. Il suo aspetto ha subito diverse modifiche tra il manga originale e l'anime, ma in tutte le sue incarnazioni appare come un uomo di mezz'età con occhiali e baffi che indossa sempre un camice da laboratorio. Competente scienziato e spesso abile stratega nell'aiutare Rio e Sayaka durante le battaglie, il professor Yumi è un uomo mite che cerca sempre di trovare il modo migliore per gestire una situazione; tuttavia, quando la situazione sembra disperata, è in grado di commettere azioni discutibili. Si preoccupa molto per Sayaka, per la quale però non trova molto tempo essendo sempre occupato nel suo lavoro, e diviene una figura paterna anche per i fratelli Kabuto dopo la morte di Juzo.
Gennosuke Yumi è doppiato in giapponese da Jōji Yanami, mentre in italiano da Aldo Massasso negli episodi trasmessi negli anni ottanta e da Ambrogio Colombo in quelli distribuiti nel 2015.
Nossori (のっそり?, Nossori), Morimori (もりもり?, Morimori) e Sewashi (せわし?, Sewashi)
Sono i tre dottori assistenti del professor Yumi. Nossori, alto e calvo, è il più anziano del terzetto; Morimori è alto e tarchiato e con una barba che gli incornicia il mento; Sewashi è basso, indossa spessi occhiali ed ha una lunghissima barba che gli arriva ai piedi. Nel complesso sono buoni e pazienti, specialmente con gli adolescenti. Sono anche piuttosto goffi e servono parzialmente da spalle comiche, ma quando serve riescono ad usare seriamente le loro competenze. Come hobby giocano a bowling, pur essendoci negati. Nel manga (dove inizialmente hanno un design differente) appaiono più raramente, e dimostrano di incarnare lo stereotipo dell'anziano pervertito.
Nossori è doppiato in giapponese principalmente da Yonehiko Kitagawa e da Isamu Tanonaka a partire dall'episodio 65, mentre negli episodi 3 e 9 è doppiato rispettivamente da Hiroshi Masuoka e Ken'ichi Ogata; in italiano invece è doppiato da Oliviero Dinelli negli episodi distribuiti nel 2015. Morimori è doppiato in giapponese da Kōji Yada e in italiano da Mario Bardella negli episodi trasmessi negli anni ottanta, mentre Sewashi è doppiato in giapponese da Hiroshi Ōtake e in italiano da Nino Scardina negli episodi trasmessi negli anni ottanta.
Misato (みさと?, Misato)
È la lontana parente di Boss che nella seconda metà della serie entra a far parte del gruppo guidato dal dottor Yumi. Sayaka dimostra subito d'essere molto gelosa di lei. Nel manga originale non compare. È doppiata in giapponese da Nana Yamaguchi e in italiano da Ilaria Zanti.

### Antagonisti
Dottor Inferno (Dr.ヘル?, Dr. Heru), chiamato Dottor Hell nel manga e nelle opere derivate
È l'antagonista principale della serie. È uno scienziato malvagio che ha deciso di conquistare il mondo dopo aver scoperto sull'isola di Rodi (Bardos nell'edizione originale) i resti della civiltà micenea e i suoi mostri meccanici. Alcuni anni prima dell'inizio della serie, aveva partecipato assieme ad altri scienziati (fra cui proprio Juzo Kabuto) ad una spedizione archeologica in cui era avvenuto il ritrovamento. Terminato il restauro dei robot, Hell li aveva attivati grazie a uno scettro uccidendo gli altri partecipanti alla spedizione tranne Juzo, che era riuscito a salvarsi.
Il dottor Inferno è doppiato in giapponese da Kousei Tomita mentre in italiano da Lino Troisi (tranne nell'edizione del 2015 dove ha la voce di Norman Mozzato).
Barone Ashura
Il più importante tra i collaboratori di Inferno, è stato da lui creato attraverso la fusione di due mummie dell'antico impero di Mikene. Ha un corpo ermafrodita, per metà maschile e metà femminile; si trova a capo delle maschere di ferro ed è un rivale di Blocken, con cui compete costantemente. Morirà in un attacco suicida contro Mazinga. Culturalmente, è una figura appartenente all'induismo, in cui gli Asura sono spiriti malvagi che combattono contro i Deva (dei).
In giapponese è doppiato da Hidekatsu Shibata (la parte maschile) e da Haruko Kitahama (la parte femminile). Nel doppiaggio del 1980 da Antonio Colonnello (parte maschile) e da Laura Gianoli (parte femminile). Negli episodi distribuiti dal 2015 da Claudio De Davide (parte maschile) e da Cinzia Leone (parte femminile).
Conte Blocken
Si tratta di un ex militare nazista, salvato dal dr. Inferno dopo essersi trovato in fin di vita a seguito di una terribile battaglia durante la seconda guerra mondiale: il risultato è un corpo bionico con la testa separata che può avere vita autonoma. Comanda l'esercito degli elmetti di ferro; anche lui soccomberà verso la fine durante uno scontro con Mazinga. In Giappone è doppiato da Junpei Takiguchi. Nell'edizione del 1980 da Dante Biagioni. Dal 2015 da Stefano Alessandroni.
Duca Gorgon
Compare nella seconda metà della serie in qualità di rappresentante del redivivo impero di Mikene. Si tratta di un essere simile a un centauro, con busto umano che poggia sulle zampe posteriori di una tigre dai denti a sciabola gialla striata di nero.
Visconte Pigman
Risultato dell'unione tra un pigmeo esperto d'incantesimi, la sua parte superiore, ed un potente guerriero masai esperto nell'uso della lancia e dello scudo.

## Media

### Manga

Copertina del primo volume della versione di Ōta (edizione J-Pop)

Mazinger Z iniziò la serializzazione su Weekly Shōnen Jump il 2 ottobre 1972. Il 13 agosto 1973 la serie fu improvvisamente interrotta, ufficialmente a causa del target differente che stava acquisendo e della retribuzione troppo alta che Nagai richiedeva alla Shūeisha. In seguito la serie riprese su TV Magazine della rivale Kōdansha, che però impose a Nagai di non continuare la trama dal punto in cui si era interrotta su Shōnen Jump e di utilizzare un tono più simile a quello dell'anime. Vennero quindi totalmente ignorati eventi come la distruzione di Afrodite A, la creazione di Venus A e la morte di Ashura e Blocken. L'ultimo capitolo fu pubblicato nel settembre 1974 col titolo Great Mazinger, e come nella serie TV vedeva l'introduzione dell'omonimo robot.
Un altro manga, scritto da Nagai e disegnato da Gosaku Ōta, fu pubblicato su Boken Oh dalla Akita Shoten in contemporanea alla trasmissione dell'anime, di cui inizialmente rappresentò un adattamento con toni più comici rispetto al manga di origine ma da cui in seguito si slegò per virare su toni più adulti, presentando dei retroscena inediti sui personaggi.

#### Edizioni italiane
In Italia arrivò per prima la versione di Ōta, pubblicata dalla Granata Press in undici volumi nel mensile Manga Classic da marzo 1992 a gennaio 1993, con il titolo Mazinga Z e traduzione di Federico Colpi. Essa fu riedita (come Mazinger Z) da dicembre 2005 a ottobre 2006 da d/visual, che da ottobre 2009 a gennaio 2010 pubblicò in sei volumi anche il manga di Nagai, nella versione apparsa originariamente su rivista (e quindi priva dei ritocchi attuati in seguito nel design di alcuni personaggi) con traduzione italiana di Francesco Grippo e Leonardo Grimani.
Le due edizioni sopra elencate del manga di Ōta si segnalano per la mancanza di tre capitoli che si credevano andati perduti. La versione d/visual era inoltre gravata dalla mancanza di svariate pagine nella storia in cui Mazinga Z va in Africa: si trattava di una versione censurata della storia (integrale nella versione Granata) considerata in Giappone offensiva per il modo in cui venivano rappresentate graficamente le tribù indigene.
Nel 2014, sia il manga di Ōta che quello di Nagai sono stati ripubblicati dalla J-Pop: la versione di Ōta contiene l'edizione integrale della storia ambientata in Africa, e i tre capitoli mancanti. La versione di Go Nagai ha, in appendice all'ultimo volume, il finale inedito dell'arco narrativo pubblicato dalla Shūeisha (mancante nell'edizione d/visual).

### Anime

#### Edizione italiana

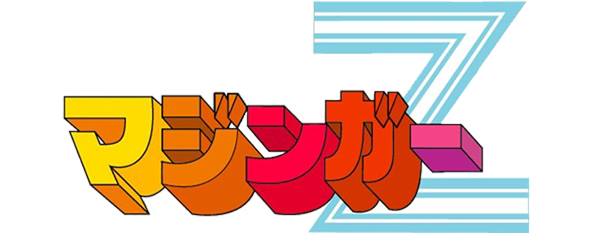
Logo della serie

Benché Mazinga Z si collochi cronologicamente prima de Il Grande Mazinger e UFO Robot Goldrake, la serie fu trasmessa per la prima volta in Italia sulla Rete 1 dal 21 gennaio 1980, quando le due successive erano già state trasmesse. In tale occasione furono trasmessi solo 51 episodi sui 92 totali; nello specifico, la serie fu trasmessa fino all'episodio 56 ma saltando gli episodi 4, 5, 14, 28 e 38, e l'episodio 56 non fu trasmesso durante il primo ciclo di programmazione ma solo al termine delle repliche l'anno successivo. Inoltre in ogni episodio furono tagliate diverse scene senza motivo apparente. Oltre a singoli tagli di alcuni secondi all'interno della puntata, vennero completamente tolte le scene iniziali in cui generalmente gli antagonisti discutono o iniziano a porre in esecuzione il loro piano (tra cui tutte le apparizioni del dottor Inferno a partire dall'episodio 48). Questi tagli ridussero la durata media di ogni episodio a circa 19 minuti anziché i normali 22. Furono inoltre rimossi eyecatch e anticipazioni. Nel doppiaggio italiano, realizzato dalla D.E.F.I.S. con un cast completamente diverso da quello delle altre serie, Koji Kabuto fu ribattezzato Rio come già accaduto nel film di montaggio Mazinga contro gli UFO Robot, il dottor Hell fu chiamato Inferno e tutti i nomi dei colpi dei robot furono tradotti. Il doppiaggio è stato diretto da Mario Bardella, Gabriella Genta e Claudio Sorrentino. Gli stessi episodi vennero replicati sempre sulla Rete 1 e, dalla metà degli anni ottanta, su varie televisioni locali.
A partire dal 26 giugno 2015 la serie rimasterizzata è stata pubblicata in 23 DVD-Video realizzati dalla Yamato Video e allegati a La Gazzetta dello Sport e Corriere della Sera, che includono audio italiano e giapponese con sottotitoli fedeli a quest'ultimo (anche per le scene precedentemente tagliate). Per l'occasione la CDR, sotto la direzione di Giorgio Bassanelli Bisbal, ha doppiato gli episodi fino ad allora inediti, con un cast totalmente nuovo e mantenendo un adattamento coerente con quello degli altri episodi. Questa edizione è stata poi trasmessa dal 16 settembre 2015 sulla rete a pagamento Man-ga, completando quindi la trasmissione televisiva della serie il 21 gennaio 2016 a 36 anni esatti da quella del primo episodio.

#### Sigle
L'anime adotta la sigla di apertura Majingā Z (マジンガーZ?), scritta da Fumihiko Azuma e cantata da Ichirō Mizuki, il cui video viene cambiato a partire dall'episodio 40, e la sigla di chiusura Bokura no Majingā Z (ぼくらのマジンガーZ?), scritta da Kazuo Koike e cantata da Ichirō Mizuki con l'Otowa Yurikago Kai, il cui video viene cambiato a partire dall'episodio 75. Entrambe le sigle sono composte da Michiaki Watanabe.
Per l'edizione italiana è stata realizzata la sigla Mazinga Z, scritta da Dino Verde, composta da Chumei Watanabe, arrangiata da Detto Mariano e cantata dai Pandemonium con lo pseudonimo "Galaxy Group". Usata come sigla di apertura e chiusura sulle immagini delle prime sigle originali, è a sua volta un parziale arrangiamento di tali sigle, con il motivo portante prelevato da Majingā Z e alcuni passaggi intermedi dall'introduzione di Bokura no Majingā Z. Nel testo, curiosamente, il robot viene chiamato anche Mazinger.

### Film
Durante la trasmissione della serie TV furono distribuiti nei cinema due mediometraggi anime, le cui trame presentano versioni alternative di eventi che accadono nella serie. Mazinga Z contro Devilman (1973) è un crossover con l'anime Devilman. Mazinga Z contro il Generale Nero (1974) anticipa il finale della serie in cui ci si collega al successivo Il Grande Mazinga, presentando però una trama parzialmente diversa.
Il 26 gennaio 2017 è stata annunciata l'uscita del film anime Mazinga Z Infinity, realizzato dalla Toei in occasione del 45º anniversario della serie. Il film, che è stato distribuito in Giappone il 13 gennaio 2018, è diretto da Junji Shimizu e scritto da Takahiro Ozawa; Ichirō Mizuki è stato richiamato a cantare il tema d'apertura, mentre la colonna sonora è composta da Toshiyuki Watanabe, figlio di Michiaki. Koji Kabuto e Sayaka Yumi sono doppiati rispettivamente da Shōtarō Morikubo e Ai Kayano, e il film racconta una storia originale ambientata dieci anni dopo il finale della serie. È stato proiettato in anteprima alla Festa del Cinema di Roma 2017 il 28 ottobre e distribuito nei cinema italiani tre giorni dopo dalla Lucky Red.

### Remake
Negli anni ottanta, Toshiki Hirano e Masami Ōbari iniziarono i lavori per un remake di Mazinga Z in OAV. La miniserie si sarebbe dovuta intitolare Dai Mazinger (大魔神我?, Dai Majingā) e avrebbe presentato un robot più realistico, ad esempio i pugni a razzo non sarebbero stati in grado di tornare automaticamente alle braccia. La notizia, inizialmente riservata, riuscì a trapelare; di conseguenza la Toei protestò, dicendo alla Dynamic Planning che i diritti sull'animazione di Mazinga erano solo suoi e che non avrebbe tollerato un Mazinga animato da altri, e il progetto fu bloccato.
Dal 1998 al 2000 fu pubblicata su Magazine Special una serie manga di Nagai intitolata Z Mazinger, che rielabora Mazinger Z mischiandolo con la mitologia greca e ambientandolo in epoca contemporanea. Nel 2009 fu invece trasmessa su TV Tokyo la serie anime Mazinger Edition Z: The Impact!, che rielabora anch'essa la storia originale aggiungendoci elementi di altre opere di Nagai.

### Videogiochi
- Super Robot Wars, serie (1991 – 2021) Banpresto[17]
- Mazinger Z (1993) Bandai
- Mazin Wars (1993) SEGA[18]
- Mazinger Z (1994) Banpresto[19]
- Megaton Musashi: Wired (autunno 2023) LEVEL-5[20]